# 大地蒼梧
大地 蒼梧（だいち そうご）は、日本の小説家。著書の『サイレント・エイジ』に「…勤め人として、定年まで全う…」と記載があり、専業作家ではない。
主な小説の題材は、湘南地区である。

## 来歴
神奈川県鎌倉市に生まれる。鎌倉市立御成小学校の出身である。同級生に女優の内藤洋子がいる。
2016年、「サイレント・エイジ」で第19回日本自費出版文化賞入選。

## 作品

### 長編小説
- 『サイレント・エイジ』星雲社、2016年
- 『逗子開成中學ボート遭難事故の謎 連鎖の海』風詠社、2021年